# Enispa convexa
Enispa convexa is een pissebed uit de familie Cymothoidae. De wetenschappelijke naam van de soort is voor het eerst geldig gepubliceerd in 1905 door Richardson.